# Skålsjön, Jämtland
Skålsjön är en sjö i Bergs kommun i Jämtland och ingår i Ljungans huvudavrinningsområde. Sjön är 13 meter djup, har en yta på 0,976 kvadratkilometer och befinner sig 436,2 meter över havet. Sjön avvattnas av vattendraget Ljungan.

## Delavrinningsområde
Skålsjön ingår i det delavrinningsområde (694776-141685) som SMHI kallar för Utloppet av Skålsjön. Medelhöjden är 493 meter över havet och ytan är 8,97 kvadratkilometer. Räknas de 303 avrinningsområdena uppströms in blir den ackumulerade arean 2 618,1 kvadratkilometer. Avrinningsområdets utflöde Ljungan mynnar i havet. Avrinningsområdet består mestadels av skog (70 procent). Avrinningsområdet har 0,97 kvadratkilometer vattenytor vilket ger det en sjöprocent på 10,8 procent.